# Stopån
Stopån är å som flyter från södra Oradtjärnsberget åt sydöst och mynnar i Unnan.
Stopån är djup nedskuren i en dalgång och forsar med flera små vattenfall. Det norra delen av ån rinner genom Stopån (naturreservat) i Orsa kommun som tillsammans med naturreservaten Anjosvarden och Våmhuskölen i Mora kommun utgör ett större område som är en del av Dalarnas största urskogsområden nedanför fjällen med en areal på 5.000 hektar.